# Rue de l'Alma (Courbevoie)
Pour les articles homonymes, voir Rue de l'Alma.
La rue de l'Alma est une voie de la commune française de Courbevoie.

## Situation et accès

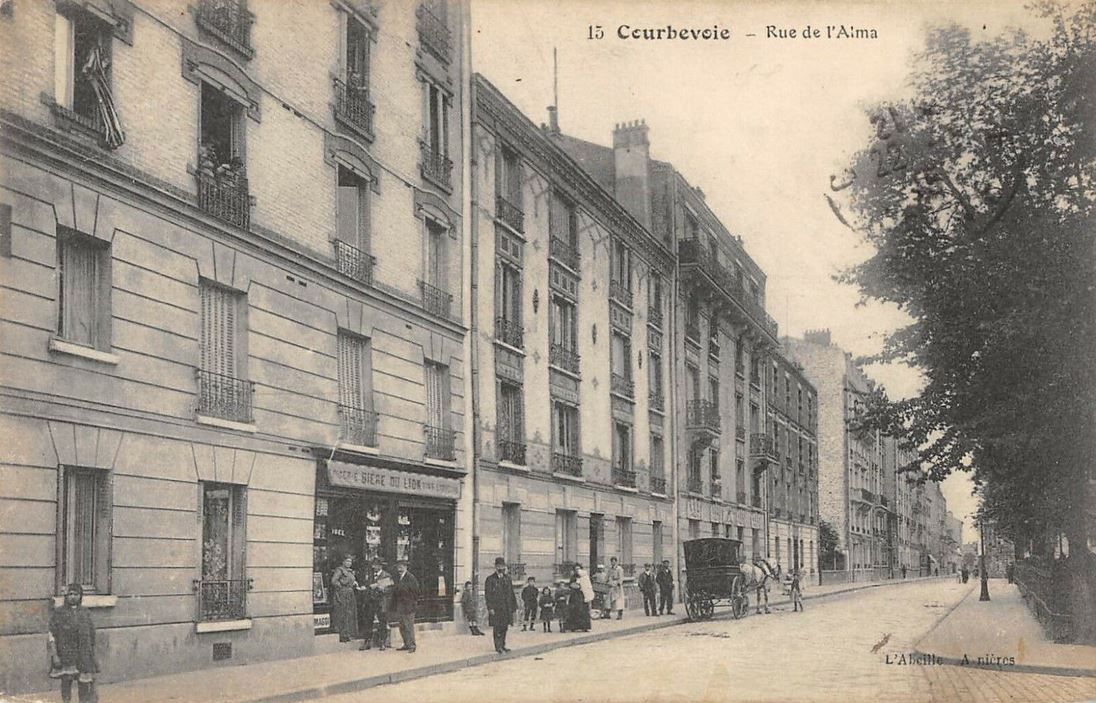
À l'angle de la rue Adam-Ledoux.

Cette rue est accessible par la gare de Courbevoie.

## Origine du nom
Le nom de cette rue commémore la bataille de l'Alma du 20 septembre 1854, première bataille de la guerre de Crimée (1853-1856).

## Historique

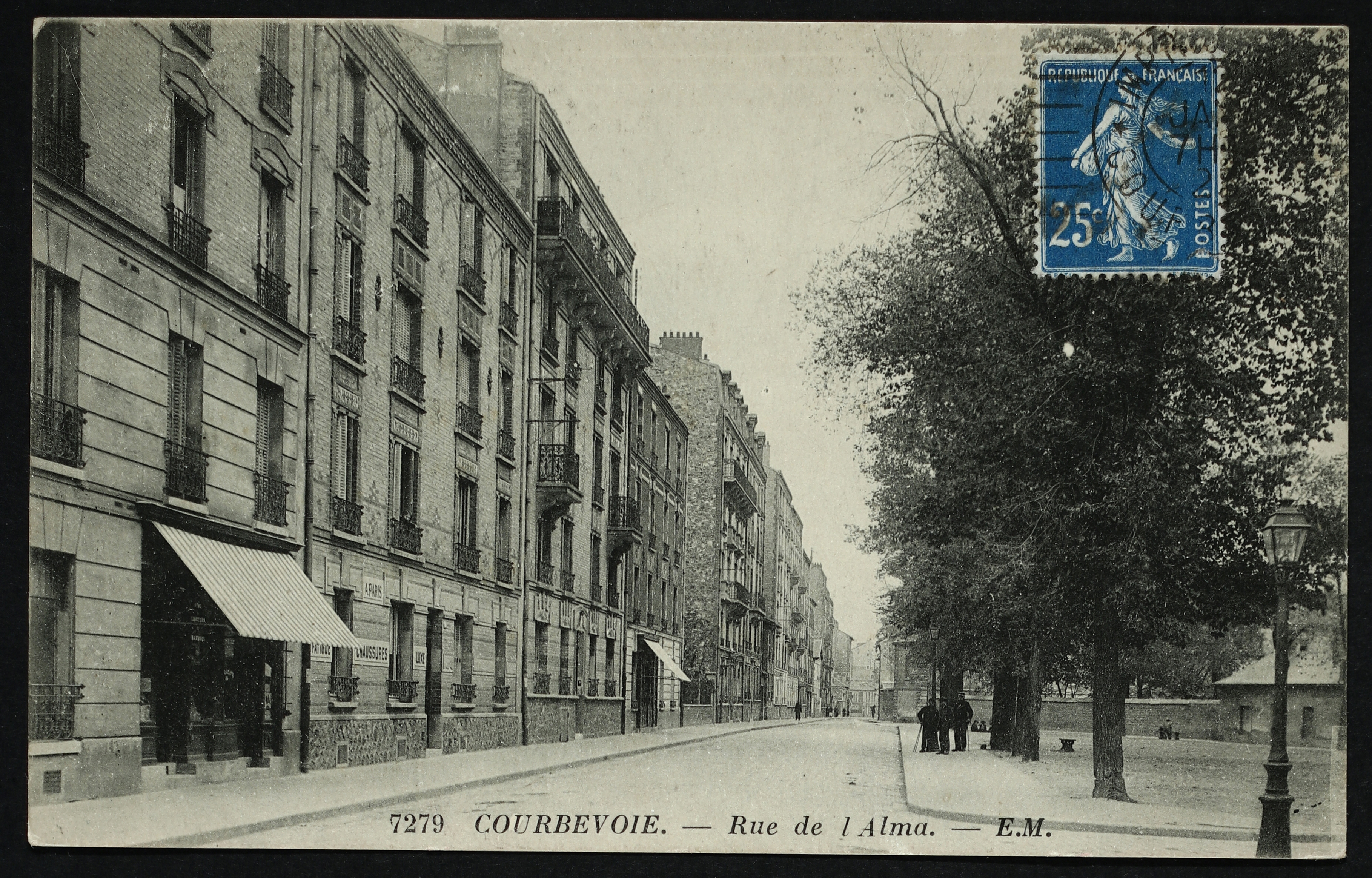
La rue de l'Alma vers 1900.

Lors de la construction du centre Charras en 1969, elle a été élargie à la même occasion, la caserne Charras qui occupait le côté sud a été détruite.
Avec le cœur de la ville, elle est rénovée en 2021.

## Bâtiments remarquables et lieux de mémoire
- Un certain nombre d'immeubles de grande hauteur se trouvent dans cette rue, notamment au no 40[5], no 44[6] et au no 48 [7].
- Le peintre Georges de Sonneville y a vécu avec sa famille[8].
- Marché Charras[9].
- Ancienne caserne Charras, édifiée en 1754 et détruite en 1963 pour être remplacée par le centre commercial Charras.